# Sisarahili Ma U
Sisarahili Ma U is een bestuurslaag in het regentschap Nias van de provincie Noord-Sumatra, Indonesië. Sisarahili Ma U telt 1450 inwoners (volkstelling 2010).